# Zgurița
Zgurița (rumänisch), russisch Згурица, ist ein Dorf im Rajon Drochia im Norden der Republik Moldau. Der 1853 als die letzte jüdische landwirtschaftliche Kolonie in Bessarabien gegründete Ort war bis in die 1930er Jahre ein Dorf und ein lokales Handelszentrum mit einer jüdischen Bevölkerungsmehrheit. Bei der Volkszählung 2004 wurden 2840 Einwohner ermittelt.

## Lage

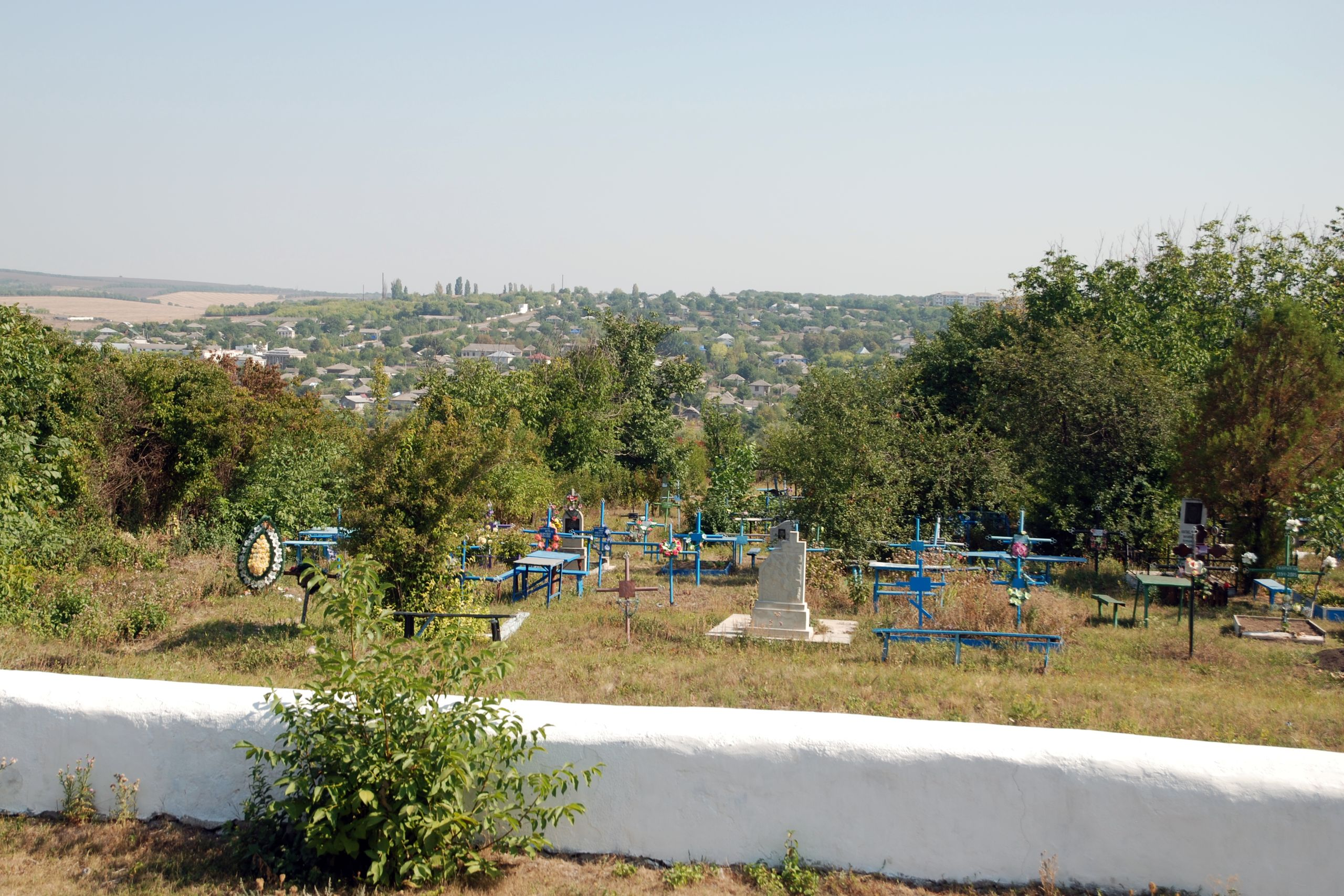
Vom Friedhof Richtung Osten über die Ortsmitte

Zgurița liegt an einer Nebenstraße (R7), die von der Stadt Soroca am Ufer des Nistru in südwestlicher Richtung durch Drochia, den Hauptort des Rajon, nach Rîșcani führt und dort auf die E583 trifft. Diese verbindet Bălți, die größte Stadt in Nordmoldau, mit Edineț weiter im Norden. Aus Soroca kommend zweigt die R7 nach zwölf Kilometern von der R9, die bis Otaci parallel zum Nistru verläuft, nach Westen ab und erreicht nach weiteren zwölf Kilometern Zgurița. Die Entfernung nach Drochia beträgt 18 und nach Rîșcani rund 40 Kilometer. Ein Fahrweg führt nach Süden zur ähnlich weit entfernten Kleinstadt Florești.
Der Ort ist von flachen Hügeln umgeben, die mit natürlichem Steppengras bewachsen sind. Sie bilden die für Nordmoldau typische weitläufige Landschaftsform in einer Höhe von 100 bis 300 Metern. Angepflanzte Baumstreifen, die als Alleebäume entlang der landwirtschaftlichen Fahrwege dienen, gliedern die Grasebenen. Auf den Feldern werden auf mäßig fruchtbaren Braunerdeböden überwiegend Weizen, Mais und Sonnenblumen angepflanzt. Vereinzelte ursprüngliche Waldinseln bestehen aus niedrig wachsenden Eichen und Buchen. Die Klimaregion in der nördlichen Landeshälfte mit durchschnittlichen Jahresniederschlägen bis um 500 Millimeter wird als Waldsteppenzone bezeichnet.

## Geschichte

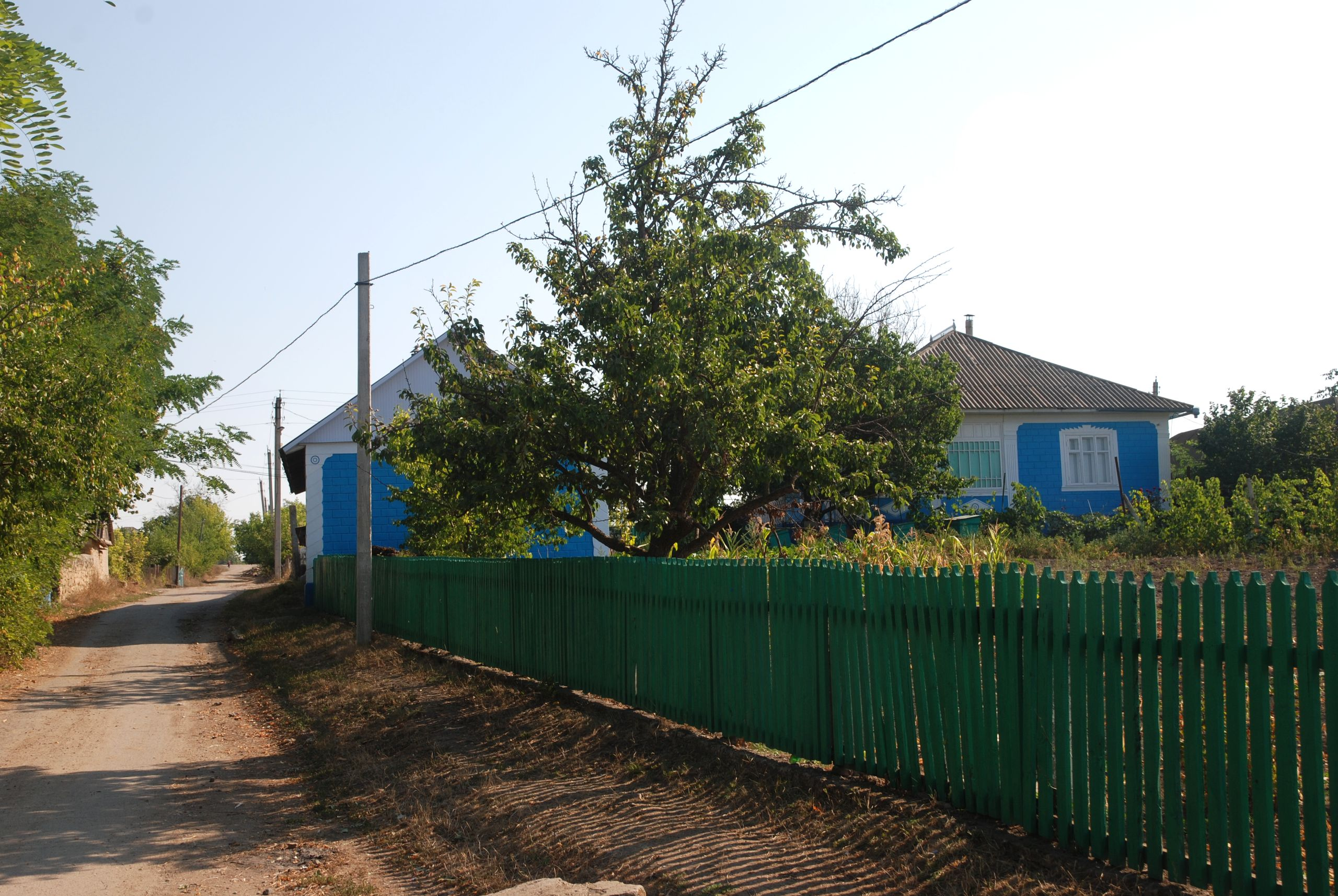
Hausgärten an einer Nebenstraße

Die historische Region Bessarabien, die etwas größer war als das heutige Moldau, stand ab dem 16. Jahrhundert gänzlich unter osmanischer Vorherrschaft. Nach dem Sieg des Russischen Kaiserreiches im Russisch-Türkischen Krieg 1812 fiel Bessarabien in den russischen Machtbereich und war eines der als Ansiedlungsrayon bezeichneten Gebiete, in denen Juden die Erlaubnis hatten, sich niederzulassen. Viele jüdische Handwerker und Händler wanderten aus Polen, der Ukraine und Galizien ein. Unter der Herrschaft von Nikolaus I. wurden zwischen 1836 und 1853, durch Privilegien begünstigt, die Bauern erhielten, 17 jüdische Agrarkolonien gegründet, deren Bevölkerungszahl im Jahr 1858 zusammen über 10.000 betrug. Bis 1859 stellten Juden 83.900 (7,9 Prozent) der Einwohner Bessarabiens, 12,5 Prozent von ihnen waren Landwirte. 1897 war die Zahl der Juden auf 288.168 (11,8 Prozent) angestiegen. Einige wurden in eigenen landwirtschaftlichen Kolonien angesiedelt.
In diesem Rahmen gründeten jüdische Siedler aus Bessarabien 1853 auf gut 400 Hektar Pachtland in der Nähe bereits existierender rumänischer Dörfer mit Zgurița (jiddisch זגוריצה) die letzte der 17 Kolonien. 1873 kündigte der jüdische Landeigentümer den Pachtvertrag, wodurch der rechtliche Status als jüdische Agrarkolonie verlorenging. Eine weitere Einschränkung ihrer Entfaltungsmöglichkeiten erfuhren die Juden als Folge der Maigesetze vom 3. Mai 1882, die ein Verbot für Juden, sich außerhalb von Städten niederzulassen und die Aufhebung von Pachtverträgen außerhalb von Städten beinhalteten. Unruhen und Übergriffe gegen Juden in den ländlichen Gebieten in den 1880er Jahren zwangen viele Juden, in die Städte zu ziehen. Um die Jahrhundertwende lebten mehr als die Hälfte der Juden Bessarabiens in den nördlich gelegenen Städten, wo sie durchweg über ein Drittel der Einwohner ausmachten. Lediglich 7,1 Prozent der Juden in Bessarabien waren 1897 in der Landwirtschaft tätig.
Zwischen 1890 und 1903 konnten sich keine Juden in Zgurița ansiedeln. Von den 2020 Einwohnern im Jahr 1897 waren 1802 Juden (85 Prozent). Nach der Februarrevolution 1917 verbesserte sich vorübergehend die gesellschaftliche Lage der Juden. Am Ende des Ersten Weltkrieges marschierte im Januar 1918 die rumänische Armee in Bessarabien ein. Nach der Landreform von 1922 in Rumänien erhielten 150 Juden in Zgurița Land zugeteilt, auf dem sie überwiegend Gemüse anbauten. Die Gemeinde organisierte einen Kreditfonds, dessen 193 Mitglieder sich 1925 aus 113 Händlern, 40 Bauern, 25 Handwerkern und weiteren Berufsgruppen zusammensetzten. 1930 waren 2541 der 3039 Einwohner Juden (83,9 Prozent). Die örtliche Tarbut-Organisation (Tarbut, hebräisch „Kultur“, überregionale, säkulare, zionistische Bildungsinitiative) betrieb eine Grundschule und einen Kindergarten.
Nach dem Rückzug der rumänischen Regierung vor der einrückenden Roten Armee im Juni 1940 gehörte Bessarabien bis zum Kriegseintritt Rumäniens im Juni 1941 auf Seiten der Achsenmächte zur Moldauischen Sozialistischen Sowjetrepublik (MSSR). Mit Beginn der Kampfhandlungen im Zweiten Weltkrieg, als sich die sowjetische Armee zurückzog, wurde Zgurița am 3. Juli 1941 bombardiert und einige Häuser gingen in Flammen auf. Ins Umland geflohene Juden wurden nach zwei Tagen gefangen genommen und im Freien festgesetzt. Viele Juden, besonders Frauen, wurden misshandelt, andere von schießwütigen Soldaten ermordet. Ähnlich erging es den Juden an anderen Orten, eine Möglichkeit zur Flucht hatten nur wenige. Kurze Zeit später begann die Deportation der Juden aus Bessarabien nach Transnistrien. Ein großer Teil von ihnen, vor allem die Alten und Kinder, kam bereits beim Transport durch Krankheit, Hunger und Durst ums Leben. Ende des Jahres 1941 lebten praktisch keine Juden mehr in Bessarabien. Von den aus Zgurița deportierten Juden wurden bei Cosăuţi, dem Grenzort am Nistru nördlich von Soroca, alle jungen Männer aussortiert. Sie mussten ihre eigenen Gräber ausheben, bevor sie erschossen wurden. Die übrigen Juden wurden nach Tiraspol und Balta verschleppt. Nur wenige waren nach dem Krieg noch am Leben. Im August 1944 kehrten die sowjetischen Truppen nach Bessarabien zurück und restaurierten die MSSR, die bis zur Unabhängigkeit 1991 bestand. Der letzte verbliebene Jude Zgurițas war der Besitzer der Getreidemühle, er verließ 2001 den Ort.

## Ortsbild

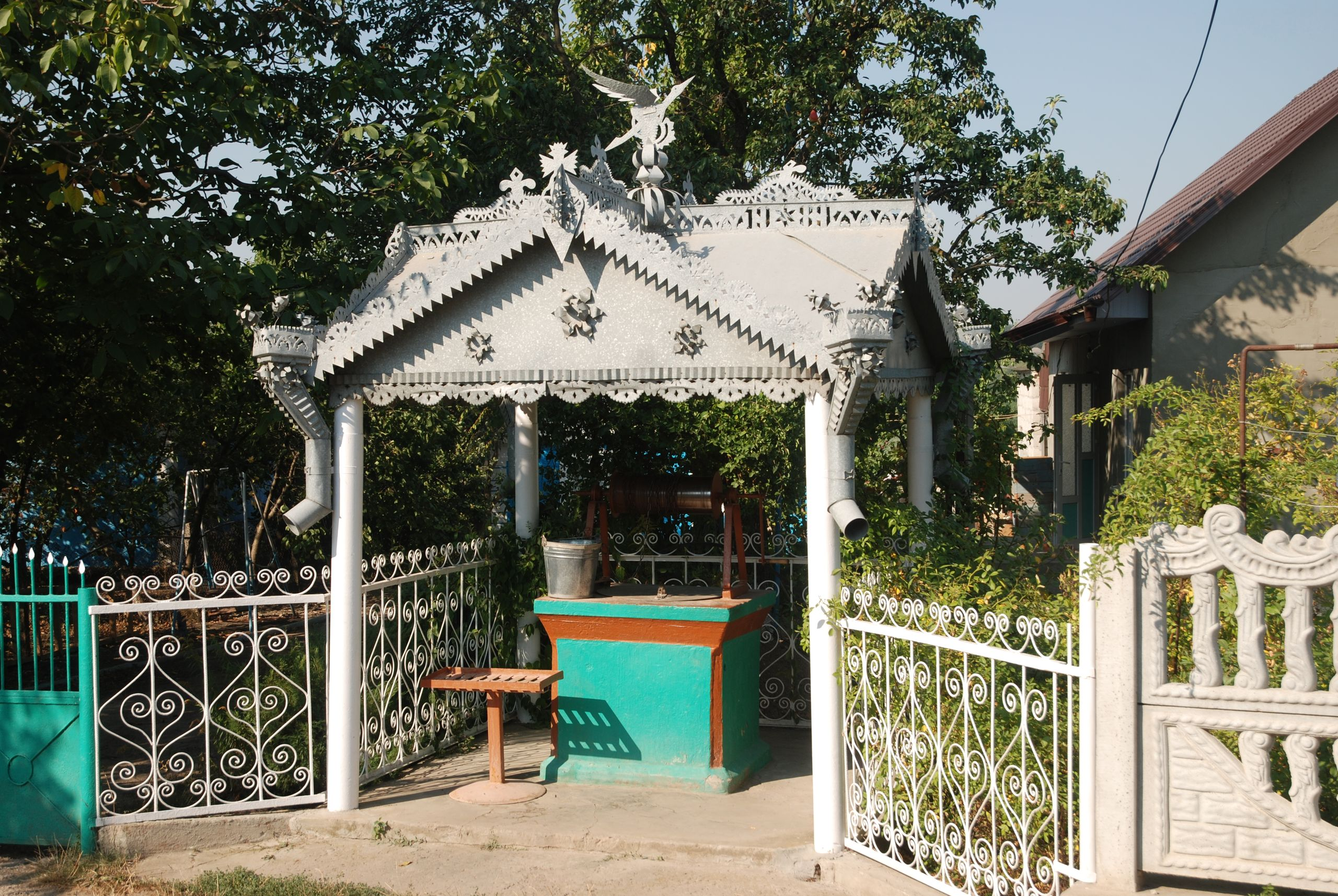
Ziehbrunnen sind in Moldau häufig aufwendig gestaltet.

Bei der Volkszählung 2004 lebten in Zgurița 2840 Einwohner. Davon bezeichneten sich 1912 als Moldauer, 774 als Ukrainer, 118 als Russen, 16 als Rumänen, 5 als Bulgaren und 3 als Roma. Die schnurgerade Schnellstraße tangiert Zgurița am nördlichen Rand, von wo sich der Ort in einer flachen Mulde einem mäandernden Bachlauf folgend nach Süden ausdehnt. Die wenigen einfachen Gehöfte nördlich der Straße reichen bis zu einem langgezogenen Stausee, der vom Bach Căinar gebildet wird. Am Nordende des Sees liegt das kleinere Nachbardorf Măcăreuca. Der See wird durch einen Damm aufgestaut, über den die Schnellstraße hinwegführt. Vom Damm gelangt das Wasser unter der Straße hindurch in einen kleinen und etwas tiefer gelegenen Stausee und von diesem in einen weiteren kleinen See, bevor der Bach nach Süden abfließt und letztlich in den Răut mündet. In den umzäunten Hausgärten gedeihen Obstbäume und Gemüse. In einem großen Teil der Gehöfte werden Gänse gehalten. Es gibt eine Grundschule, eine weiterführende Schule (Școala Profesională), etwa drei Lebensmittelgeschäfte und einen winzigen Markt. Die Ortsmitte markiert ein Denkmal für die Opfer des Zweiten Weltkrieges. Der Friedhof liegt auf dem unbesiedelten Hügel westlich des Baches gegenüber der Ortsmitte.
Aus dem 19. Jahrhundert blieb die ehemalige Synagoge erhalten. Der rechteckige zweigeschossige Bau mit einem flachen Walmdach ist an den Außenwänden durch breite Pilaster gegliedert. Die Straßenfassade besitzt außer der zentralen Eingangstür keine Öffnung, das Obergeschoss wird an der Straßenseite durch drei symmetrisch angeordnete Rundbogenfenster erhellt. In sowjetischer Zeit diente das Gebäude als Warenlager, heute steht es leer. Es ist in einem mäßigen Erhaltungszustand mit einigen Rissen im Mauerwerk.

### Jüdischer Friedhof
Der ehemalige jüdische Friedhof auf einem von Büschen umgebenen Feld außerhalb ist stark verfallen und wird nicht gepflegt. Auf 2000 Quadratmetern befinden sich über 1000 Grabsteine, die heute überwachsen und zu drei Viertel umgestürzt oder zerbrochen sind.